# Black Panther: Wakanda Forever
Black Panther: Wakanda Forever ist ein US-amerikanischer Science-Fiction-Actionfilm von Ryan Coogler, der am 9. November 2022 in die deutschen Kinos und am übernächsten Tag in die US-Kinos kam. Es handelt sich bei dem von den Marvel Studios produzierten Film um eine Fortsetzung zu Black Panther (2018) und den 30. Spielfilm innerhalb des Marvel Cinematic Universe (MCU).

## Handlung
Das Königreich Wakanda befindet sich nach dem Tod seines Königs T’Challa in Trauer. Weil er in Wien vor den Vereinten Nationen versprochen hatte, die Technologien und Ressourcen seines Landes zum Wohl der ganzen Menschheit einzusetzen und das afrofuturistische Königreich so gegenüber der Welt zu öffnen, kommt es zu Spannungen mit anderen Nationen. Wakandas amtierende Königin Ramonda, T’Challas Mutter, weigert sich, Vibranium und die darauf basierende Technologie mit dem Rest der Welt zu teilen, da sie um die Auswirkungen und den Frieden auf der Welt fürchtet.
Die USA sind unterdessen mit ihrer Suche nach Vibranium im Atlantischen Ozean erfolgreich. Mithilfe eines Sensors sind sie am Grund des Meeres auf ein kleines Vorkommen gestoßen. Bei näherer Untersuchung werden sie jedoch von unbekannten humanoiden Kreaturen aus dem Meer angegriffen, bei dem die gesamte Besatzung des Forschungsschiffs ums Leben kommt. US-Behörden machen Wakanda für den Angriff verantwortlich.
Kurz darauf taucht ein Mann mit spitzen Ohren und geflügelten Knöcheln in einer aus Vibranium bestehenden Rüstung in Wakanda auf. Er fordert, dass Wakanda die Ingenieurin, die den Vibranium-Sensor entworfen hat, findet und an ihn ausliefert, da ansonsten Krieg mit seinem Reich drohe. Shuri, T’Challas Schwester, und die Generalin der Dora Milaje, Okoye, machen sich auf den Weg in die USA und erfahren von ihrem Freund, dem CIA-Mitarbeiter Everett Ross, dass die junge MIT-Studentin Riri Williams den Sensor entwickelt hat. Um sie zu schützen, möchten sie das junge Genie nach Wakanda bringen, werden aber, noch bevor sie die USA verlassen können, von den gleichen Kreaturen angegriffen, die auch den Angriff auf das Schiff durchgeführt haben. Ein Kampf gegen die übermenschlich starken Wassermenschen entbrennt, an dessen Ende Shuri und Riri in deren Königreich Talocan, eine Unterwasserstadt, gebracht werden. Dort treffen sie den Mann mit den geflügelten Knöcheln wieder, der sich als König Namor vorstellt und Shuri in seine Pläne einweiht, die Oberflächen-Welt anzugreifen und zu unterwerfen. Vor rund 500 Jahren flüchtete sein Volk, ein Stamm der Maya, der durch eine mit Vibranium angereicherte Pflanze zu Wasser-Menschen mutierte, vor den spanischen Konquistadoren in den Ozean, wo sie fortan lebten. Namor, zu der Zeit ungeboren im Bauch seiner Mutter, kam kurz darauf als Mutant zur Welt. Mit der Fähigkeit, Luft und auch unter Wasser zu atmen, zu fliegen und übermenschlicher Kraft wurde er zum König von Talocan gekrönt. Dem Wunsch seiner Mutter, in der alten Heimat begraben zu werden, folgend, kehrte er als junger Mann an Land zurück, doch entwickelte er beim Anblick der Unterwerfung der indigenen Mesoamerikaner durch die Spanier tiefen Hass und Abscheu der Menschheit gegenüber.
Da Okoye nicht für die sichere Rückkehr von Shuri sorgte, entzieht Ramonda ihr den Titel der Generalin der Dora Milaje und sucht die wakandanische Agentin Nakia in Haiti auf, die seit dem Tod T’Challas dort zurückgezogen lebt und in einem Kinderheim arbeitet, und bittet sie, ihre Tochter zu befreien. Nakia macht Shuri ausfindig, dringt nach Talocan ein und befreit Shuri und Riri gewaltsam, wobei auch zwei talocanische Wachen ums Leben kommen. Kurz nach ihrer Rückkehr nach Wakanda greift Namor an. Die Wakandaner haben der Macht von Talocan nur wenig entgegenzusetzen und letztendlich opfert Königin Ramonda ihr Leben, um Riri Williams zu retten.
Shuri, nun das letzte lebende Mitglied ihrer Familie, schwört Rache. Sie schafft es, das herzförmige Kraut, die Pflanze, die einem Menschen die Kraft des Black Panthers verleiht und ursprünglich von Killmonger verbrannt wurde, zu synthetisieren, und wird nun der neue Black Panther. In einer Vision der Ahnenebene steht sie Killmonger gegenüber, der sie mit ihrer Moral konfrontiert.
Zusammen mit Riri entwickelt sie einen Plan, Namor zu schwächen und zurückzuschlagen. Sie locken die Talocaner hervor und eine Schlacht entbrennt, bei der sie Namor, der seine Kraft aus dem Wasser bezieht, festsetzen und an Land zwingen, wo es Shuri gelingt ihn zu überwältigen. Statt sich für ihre Mutter zu rächen, entscheidet sie, Namor am Leben zu lassen, und schließt ein Bündnis mit ihm. Der Krieg ist beendet. Am „Tag der Herausforderung“ soll Shuri zur Königin gekrönt werden. Sie erscheint jedoch nicht und der an ihrer Stelle in den Ring geschickte M’Baku beansprucht den Thron für sich. 
Im Anschluss besucht Shuri Nakia auf Haiti, wo Nakia ihr offenbart, dass sie einen Sohn mit T’Challa hat. Der Junge stellt sich erst als Toussaint vor, gesteht aber, dass dies nur sein haitianischer Name sei. Sein eigentlicher Name sei T’Challa.

## Themen und Motive

### Vibranium als Quelle der Macht
Nachdem König T’Challa in Black Panther letztlich überzeugt werden kann, Wakandas Versteckspiel zu beenden, und das vielfältig in den Bereichen Medizin, Technologie und Energie einsetzbare Vibranium verwenden will, um der Welt zu helfen, sind es in Wakanda Forever zwei Nationen, die über die Superressource verfügen. Der Film fokussiert sich damit auf die nahezu unausweichlichen Dilemmata der Macht und die Gefahr eines Krieges zwischen den beiden an sich friedlichen Nationen, da die Zugriffsmöglichkeiten des einen auf die Ressource mit den jeweiligen Sicherheitsinteressen des anderen so gut wie zwangsläufig kollidieren. Wenn man „Vibranium“ durch „Atomwaffen“ ersetze, dann sei Black Panther 2 mitunter ein regelrecht ungemütliches Sehvergnügen, so Christoph Petersen von Filmstarts: „Die Zwangsläufigkeit des Ganzen ist schlichtweg pervers – und damit eben auch gänsehauterregend nah an der Realität.“

### Feministische Neuorientierung

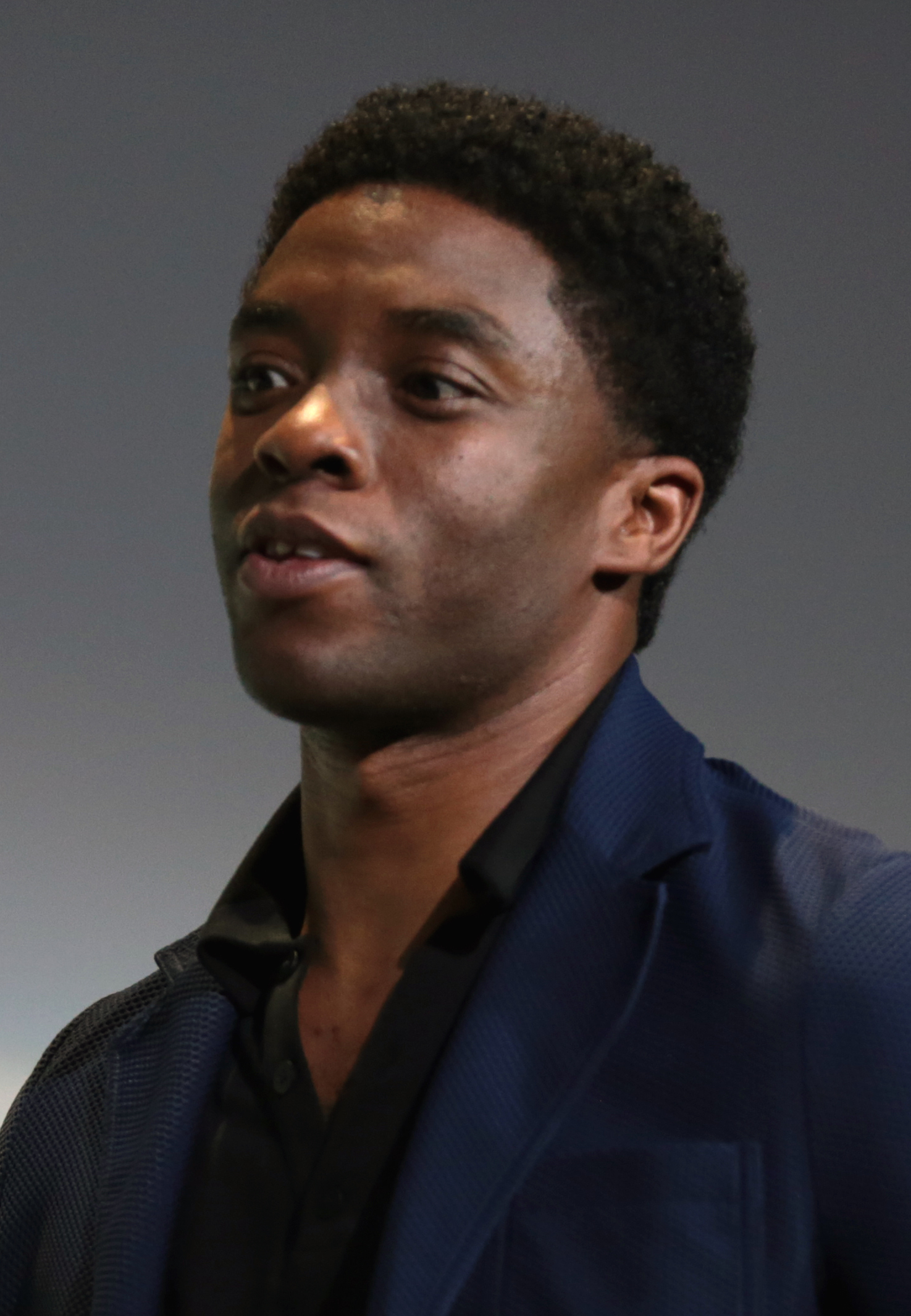
Der im August 2020 verstorbene Chadwick Boseman spielte im ersten Film den Black Panther

Die Macher des Films machten nach dem Tod von Chadwick Boseman, der in Black Panther Wakandas König spielte, aus der Not eine Tugend und rückten die starken Frauen des Landes aus dem ersten Film in den Vordergrund. Damit erhielt die Geschichte eine neue, feministische Richtung.
Thomas Schultze schreibt in Blickpunkt:Film, natürlich spielten auch Männer in Wakanda Forever eine Rolle, aber angeführt von T’Challas Mutter, Königin Ramonda, und ihrer Tochter Shuri stehe ein Matriarchat im Zentrum des Films. Stärker noch als in Black Panther rückten auch die Dora Milaje um Generalin Okoye ins Zentrum der Handlung.

### Die Trauer um T’Challa
Black Panther: Wakanda Forever steht ganz im Zeichen des Verstorbenen. Bereits im Intro, bei Marvel-Filmen üblicherweise eine Collage zahlreicher Superhelden, ist nur der einer nicht näher genannten Krankheit erlegene König T’Challa zu sehen. Bei einem Abschiedsritual sind zu Beginn des Films seine Mutter Ramonda und seine Schwester Prinzessin Shuri zu sehen. Tim Grierson von screendaily.com erklärt, die Trauernden hätten im Film akzeptiert, dass T’Challa für immer weg ist, das Publikum jedoch, das sich daran gewöhnt habe, dass beliebte Charaktere in Franchises „sterben“, nur um auf wundersame Weise durch verschlungene Wendungen in der Handlung zurückgebracht zu werden, vielleicht nicht. Es sei traurige Wirklichkeit, dass Wakanda nie wieder dasselbe Land sein wird, egal wie sehr es sich bemüht.

## Produktion

### Entstehungsgeschichte und Stab
Im März 2018 bestätigte Kevin Feige, Chef der Marvel Studios, dass eine Fortsetzung von Black Panther beschlossene Sache sei und man bereits eine ziemlich klare Vorstellung davon habe, wohin die Reise im zweiten Teil gehen solle. Kurz vor dem Kinostart erklärte er, Black Panther: Wakanda Forever sei der wichtigste Film geworden, den sie je gemacht haben.
Im Rahmen der Filmfestspiele von Cannes im Mai 2018 sprach Regisseur Ryan Coogler über die mögliche filmische Zukunft des fiktionalen Landes Wakanda und erläuterte der anwesenden Presse, dass er Lust hätte, einen Ableger zu inszenieren, der sich auf die weiblichen Figuren seiner Comicadaption konzentriert. Die Idee dazu sei ihm bereits während des Filmschnitts von Black Panther gekommen, da ihm die Szenen, die sich nicht um Wakandas König T’Challa drehten, sondern um seine weiblichen Weggefährten, mehr gefallen hatten als die Sequenzen, in denen die Titelfigur im Fokus stand: „Diese Teile des Films fühlen sich frisch und neu an. […] Diese Szenen sind aufregend. Sie leben von diesen Schauspielerinnen, die mühelos einen eigenen Film tragen könnten.“

### Besetzung und Dreharbeiten

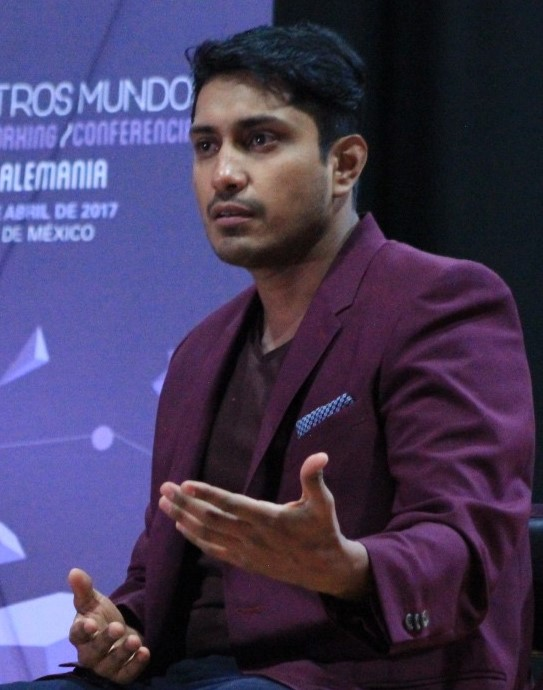
Neu dabei: Tenoch Huerta in der Rolle von König Namor

Letitia Wright, Danai Gurira, Lupita Nyong’o, Angela Bassett und Winston Duke sollen in ihre Rollen aus vorherigen Filmen zurückkehren. Zudem soll auch Michael B. Jordan interessiert sein, im Film mitzuwirken. Diese Rückkehr deutete auch Courtney B. Vance, der Ehemann von Bassett, in einem Interview bei den Screen Actors Guild Awards 2019 an. Kevin Feige sprach im Juli 2019 hingegen davon, dass Coogler gerade erst mit dem Schreiben des Drehbuches begonnen hätte und noch nichts feststehen würde, die Jordan-Rückkehr also pure Spekulation sei. Im August 2019 bestätigte auch Martin Freeman seine Rückkehr für den Film, in dem er zum dritten Mal die Rolle des CIA-Agenten Everett K. Ross übernehmen wird. Julia Louis-Dreyfus spielt ebenfalls zum dritten Mal die nun als FBI-Direktorin eingeführte Valentina Allegra de Fontaine. Zudem ist Michael B. Jordan wie im Vorgänger als Killmonger zu sehen, während Richard Schiff den amtierenden Secretary of State darstellt.
Im November 2020 schloss sich der Mexikaner Tenoch Huerta der Besetzung an, der König Namor spielt. Diese neue in das MCU eingeführte Figur ist in den Vorlagen eine der ältesten überhaupt. Seinen ersten Auftritt hatte der Sub-Marinerer Namor im Marvel Comic Nr. 1 im Jahr 1939, und er spielte mal den Bösen, mal den Guten. Namor sinnt in den Comics auf Rache an den Menschen, weil im Zweiten Weltkrieg ein Teil seines Reichs Atlantis zerstört wurde. Die vor allem für ihre Rolle in dem Historienfilm Der Ball der 41 bekannte Schauspielerin Mabel Cadena ist in der Rolle von Namors Cousine Namora zu sehen. Alex Livinalli spielt seinen Lieutenant Attuma. Dominique Thorne, bekannt aus Barry Jenkins’ If Beale Street Could Talk, spielt RiRi Williams alias Ironheart. Thorne wird in der Rolle der jungen und äußerst klugen MIT-Studentin ihre eigene Serie erhalten, deren Start im Jahr 2023 bei Disney+ geplant ist.

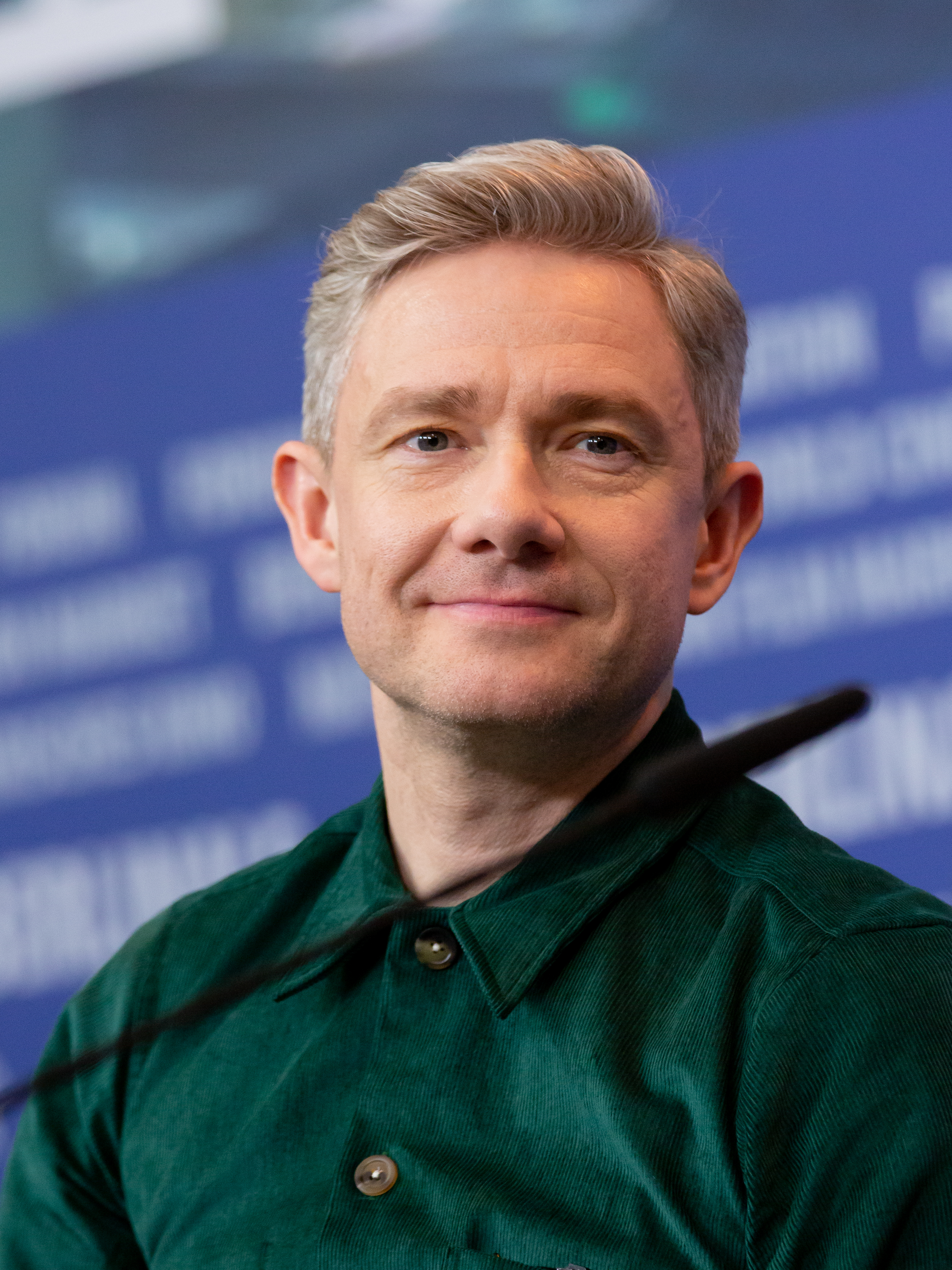
Martin Freeman ist wieder in der Rolle von Agent Everett K. Ross zu sehen

Nach dem Tod von Hauptdarsteller Chadwick Boseman im August 2020 sprach Executive Producer Victoria Alonso im November desselben Jahres über die Zukunft des Projektes und gab an, dass man Zeit benötige, um eine Entscheidung zu treffen, wie man weiter verfahre. Ein Auftritt von Boseman mittels CGI sei dabei allerdings keine Option. Später schloss Produzent Kevin Feige auch eine Neubesetzung der Rolle aus. Stattdessen werde sich die Fortsetzung mehr darauf fokussieren, die Mythologie von Wakanda mitsamt ihren Subkulturen und Charakteren auszubauen, wie es auch schon vor Bosemans Tod geplant gewesen sei.
Die Dreharbeiten begannen am 29. Juni 2021 in den Trilith Studios in Atlanta und sollten sechs Monate andauern. Neben den Studios in Atlanta dienten der Mary Ross Waterfront Park in Brunswick und ein Gebäude des Massachusetts Institute of Technology in Cambridge als Kulisse. Weitere Aufnahmen entstanden in San Juan im ehemaligen Ritz Carlton Hotel, dem Casino und anderen Orten auf der Insel und im Johnson Tunnel, einem Straßentunnel in der Downtown von Worcester. Autumn Durald Arkapaw fungiert wie bereits bei der Disney-Serie Loki (2021) als Kamerafrau und ersetzt somit Rachel Morrison aus dem ersten Film. Morrison hatte im August 2020 aufgrund der coronabedingten Verzögerung ihres Films Flint Strong absagen müssen. Arkapaw war zwar durch die Fernsehserie Loki mit dem Marvel Cinematic Universe vertraut, hatte zuvor jedoch nur bei wenigen Langfilmen als Kamerafrau gearbeitet, so für Teen Spirit, The Sun Is Also a Star und Mainstream. Zu Beginn der Dreharbeiten verkündete Feige, dass „alle“ aus dem ersten Film zurückkehren werden.
Infolge eines Unfalls von Hauptdarstellerin Letitia Wright am Filmset mussten die Dreharbeiten für mindestens zwei Monate unterbrochen werden; sie sollten Anfang 2022 wieder aufgenommen werden. Wright musste kurzzeitig ins Krankenhaus. Für Kontroversen sorgten zur gleichen Zeit auch Aussagen Wrights zur Corona-Impfung, zudem stellt ihre Ablehnung einer Impfung die Filmproduktion vor ein Problem, da ausländische Staatsbürger nur noch mit vorliegendem Impfnachweis per Flugzeug in die USA einreisen dürfen. Aufgrund der fortgeschrittenen Drehsituation war ein Dreh ohne die Hauptdarstellerin jedoch keine Option mehr, diskutiert wurde unter anderem die (teure) Verlagerung des Filmsets in ein anderes Land.

### Kostüme und Szenenbild

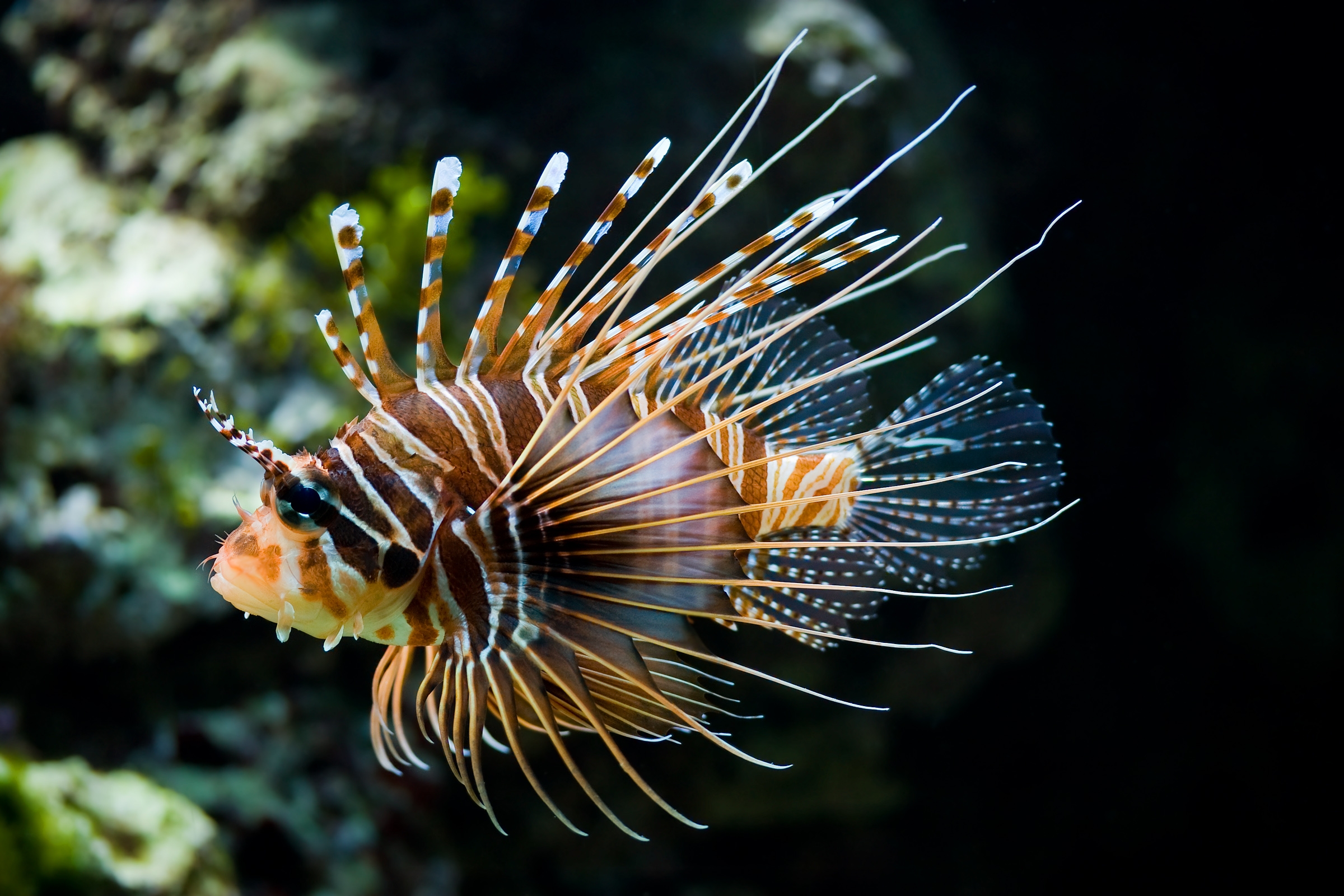
Der Kopfschmuck, den Namora trägt, ist vom Rotfeuerfisch inspiriert

Die Kostüme entwarf Ruth E. Carter, mit der Coogler bereits für den Vorgängerfilm zusammenarbeitete und hierfür mit einem Oscar ausgezeichnet wurde. Für Namor gestaltete sie Schuhwerk mit Flügeln, während sie seinen nackten Oberkörper mit Muscheln und Perlen dekorierte und ihn in Gold und Seetanggewänder kleidete. In der Nase trägt er ein Piercing. Der Kopfschmuck, den Carter für seine Cousine Namora entworfen hat, ist vom Rotfeuerfisch inspiriert. Dieser lasse sie zusammen mit den Hummerscheren im Schulterbereich und der frei schwimmenden, fast durchsichtig wirkenden Roben wie ein Meeresgespenst aussehen, so David Rooney.
Ebenfalls wie bei Black Panther zeichnete Hannah Beachler für das Szenenbild verantwortlich. Sie erhielt für diese Arbeit eine Oscar-Nominierung. Optisch hat sie sich in Wakanda Forever bei der Gestaltung des Königreichs Talocan an der Kultur der Maya und Azteken orientiert. Auch die Rüstungen, Tätowierungen und Piercings der Talocan spiegeln eine mesoamerikanische Identität wider.
Das Wasser stünde in seinem Film für die Trauer, so Coogler. „Die Trauer kommt in Wellen. Es ist uns selbst überlassen, ob wir uns entscheiden zu kämpfen oder darin untergehen. Wir wollten uns davon treiben lassen, all das war präsent.“

### Filmmusik und Soundtrack-Alben

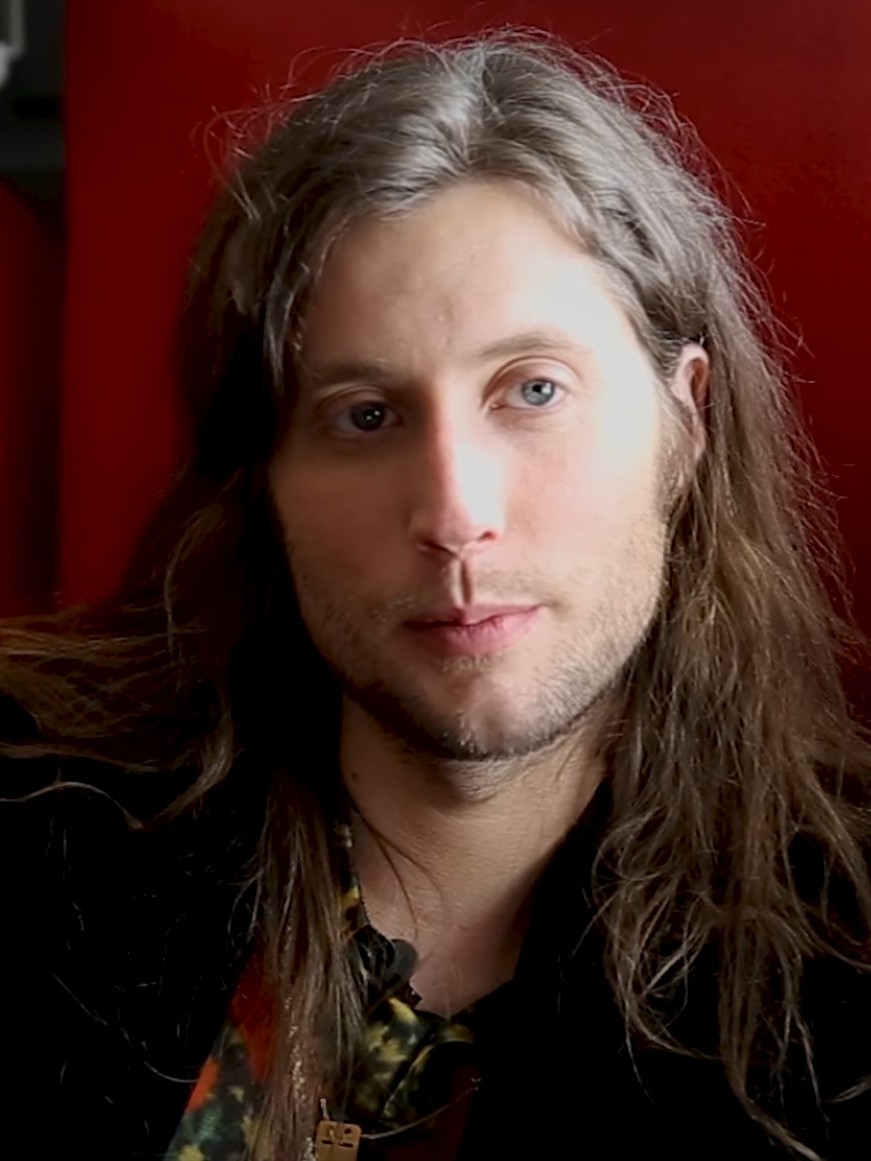
Ludwig Göransson komponierte die Filmmusik

Die Filmmusik komponierte der schwedische Oscar-Preisträger Ludwig Göransson. Weil Namor und dessen Unterwasserzivilisation Talocan sowohl in der nigerianischen Kultur, als auch in Mesoamerika verwurzelt ist, hatte sich Göransson daran gemacht, verlorene Maya-Musik wiederzuentdecken. Während einer Reise nach Mexiko, wo er mit Musikarchäologen zusammenarbeitete, die sich auf die Nachahmung von Maya-Musik spezialisiert haben, traf er sich auch mit verschiedenen, zeitgenössischen mexikanischen Künstlern, Rappern und Sängern und schrieb mit ihnen gemeinsam Songs für den Film. Der Komponist veranstaltete auch Aufnahmesessions im nigerianischen Lagos. Hierbei entstanden Coverversionen der Songs No Woman, No Cry von Tems, Coming Back For You von Fireboy DML und Anya Mmiri von dem nigerianischen Singer-Songwriter CKay feat. PinkPantheress.
Ende Juli 2022 wurden drei Musikstücke unter dem Titel „Black Panther: Wakanda Forever Prologue“ im EP veröffentlicht. Diese stammen von der Nigerianerin Tems, dem Ghanaer Amaarae und dem mexikanischen Santa Fe Klan. Die R&B- und Pop-Sängerin Rihanna steuerte einen Song mit dem Titel Lift Me Up bei, den sie gemeinsam mit der nigerianischen Singer-Songwriterin Tems, Filmkomponist Ludwig Göransson und Regisseur Ryan Coogler schrieb. Das Lied wurde am 28. Oktober 2022 von Roc Nation Records, Def Jam Recordings und Hollywood Records als Download veröffentlicht. Ein Album mit allen Filmsongs und einigen weiteren von diesem inspirierten folgte am 4. November 2022. Neben Rihanna steuerten hierfür unter anderem Tems, Fireboy DML, CKay feat. PinkPantheress, OG DAYV feat. Future und der Rapper E-40 Songs bei. Lift Me Up hat sich für eine Nominierung in der Kategorie Bester Song im Rahmen der Oscarverleihung 2023 qualifiziert.
Ein weiteres Album mit Göranssons Filmmusik und einigen weiteren Songs wurde am 11. November 2022 veröffentlicht. Der von Rihanna gesungene und während des Abspanns des Films zu hörende Song Born Again, den Göransson gemeinsam mit James Fauntleroy, Terius Nash aka The-Dream und Busiswa Gqulu schrieb, wurde am gleichen Tag veröffentlicht.

### Marketing und Veröffentlichung
Im Mai 2021 wurde der Originaltitel Black Panther: Wakanda Forever verkündet. Ein erster Trailer wurde im Juli 2022 auf der San Diego Comic-Con veröffentlicht; ein zweiter folgte am 3. Oktober 2022. Der Film sollte zunächst am 6. Mai 2022 in die US-amerikanischen Kinos kommen, wurde später allerdings auf den 8. Juli 2022 und schließlich auf den 11. November 2022 verschoben. In Deutschland lief der Film bereits am 9. November 2022 in den Kinos an. Die Premiere des Films erfolgte am 26. Oktober 2022 im Dolby Theatre in Hollywood. Wenige Tage zuvor wurde ein weiterer Trailer veröffentlicht. Weitere Voraufführungen erfolgten am 3. November in London und am 6. November 2022 in Lagos. Anfang Februar 2023 wurde der Film in das Programm von Disney+ aufgenommen.
Mit einer Laufzeit von 161 Minuten ist Black Panther: Wakanda Forever nach Avengers: Endgame (182 Minuten) der bis dahin zweitlängste Film im Marvel Cinematic Universe.

### Synchronisation
Die deutsche Synchronisation entstand nach einem Dialogbuch von Tarek Helmy und der Dialogregie von Björn Schalla im Auftrag der Interopa Film GmbH, Berlin.

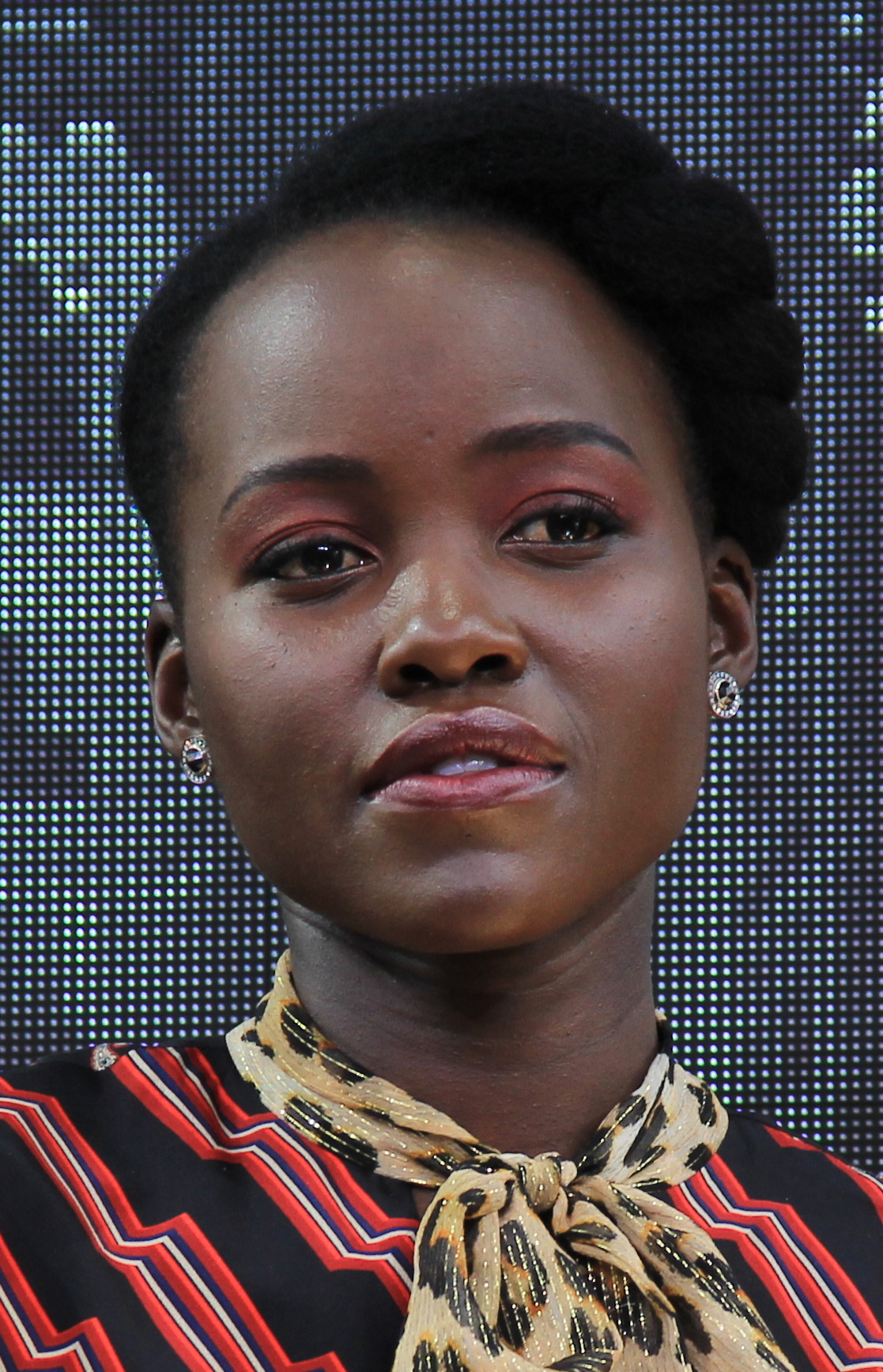
Lupita Nyong’o spielt Nakia

| Rolle                                    | Darsteller             | Synchronsprecher   |
| ---------------------------------------- | ---------------------- | ------------------ |
| Shuri / Black Panther                    | Letitia Wright         | Maximiliane Häcke  |
| General Okoye                            | Danai Gurira           | Dela Dabulamanzi   |
| König Namor                              | Tenoch Huerta          | Robert Glatzeder   |
| Riri Williams / Ironheart                | Dominique Thorne       | Samina König       |
| Nakia                                    | Lupita Nyong’o         | Alice Bauer        |
| Königin Ramonda                          | Angela Bassett         | Anke Reitzenstein  |
| M’Baku                                   | Winston Duke           | Samuel Zekarias    |
| Agent Everett K. Ross                    | Martin Freeman         | Manuel Straube     |
| Ayo                                      | Florence Kasumba       | Annabelle Mandeng  |
| Aneka                                    | Michaela Coel          | Alexandrine Joseph |
| Direktorin Valentina Allegra de Fontaine | Julia Louis-Dreyfus    | Silvia Mißbach     |
| Namora                                   | Mabel Cadena           | stumm              |
| Attuma                                   | Alex Livinalli         | stumm              |
| Ältester des Flussstamms                 | Isaac de Bankolé       | Oliver Siebeck     |
| Älteste des Händlerstamms                | Dorothy Steel          | Luise Lunow        |
| Ältester des Grenzstamms                 | Danny Sapani           | Peter Sura         |
| Griot (Stimme)                           | Trevor Noah            | Bastian Sierich    |
| Smitty                                   | Robert John Burke      | Jens-Uwe Bogadtke  |
| Toussaint / T’Challa                     | Divine Love Konadu-Sun | Artur Lacdao       |
| Rita Salazar                             | Amber Harrington       | Eva Thärichen      |
| Dr. Graham                               | Lake Bell              | Uschi Hugo         |
| US-Außenminister                         | Richard Schiff         | Reinhard Kuhnert   |
| N’Jadaka / Erik „Killmonger“ Stevens     | Michael B. Jordan      | Jan-David Rönfeldt |
| Henderson                                | Michael Blake Kruse    | Roland Wolf        |
| Jackson                                  | Judd Wild              | Volker Wackermann  |

## Rezeption

### Altersfreigabe
In den USA wurde der Film von der MPAA als PG-13 eingestuft. In Deutschland wurde der Film von der FSK ab 12 Jahren freigegeben. In der Freigabebegründung heißt es, mit genretypischen Actionszenen und opulenten Bildern erzählt, weise der Film ein Ensemble von positiven Figuren auf, die gegen geldgierige und skrupellose Schurken antreten und durch ihren Zusammenhalt und ihre Freundschaft gegen diese bestehen. Im Kontext der Kämpfe würden zwar realistische, auch tödliche Gewaltaktionen und deutliche Darstellungen von Verletzungen sowie erzwungenen Suiziden gezeigt, da die Inszenierung jedoch auf voyeuristische oder sehr blutige Bilder verzichte, könnten Kinder und Jugendliche ab 12 Jahren diese Szenen im Rahmen der jederzeit als fiktional erkennbaren Geschichte verarbeiten.

### Kritiken

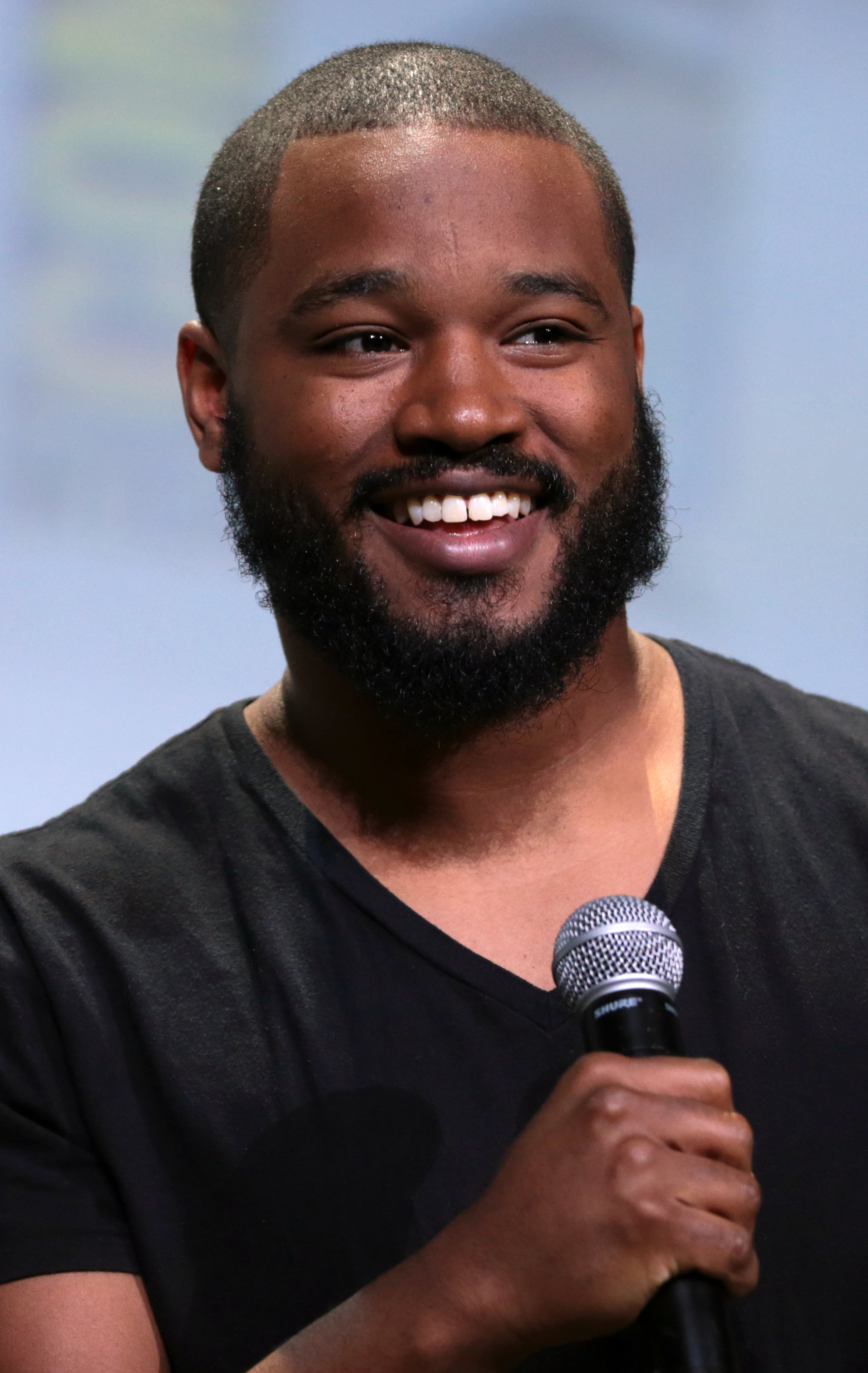
Regisseur Ryan Coogler

Bereits erste Reaktionen in den sozialen Medien waren überwiegend positiv. Der Film wurde in 84 Prozent der bei Rotten Tomatoes erfassten Kritiken positiv bewertet mit durchschnittlich 7,2 der möglichen 10 Punkte, womit er aus den 23. Annual Golden Tomato Awards als Zweitplatzierter unter den Comic-Verfilmungen des Jahres 2022 hervorging. Auf Metacritic erhielt der Film einen Metascore von 67 von 100 möglichen Punkten. Immer wieder wurden dabei die blauhäutigen Bewohner der Unterwasserwelt Talocan den Angehörigen des Volkes der Na’vi aus James Camerons Avatar und dessen Fortsetzung Avatar: The Way of Water sehr ähnelnd beschrieben. Ebenfalls wurde vielfach die Kameraarbeit von Autumn Durald Arkapaw positiv besprochen, die diese umwerfende Unterwasserwelt geschaffen hat. Auch die Spezialeffekte wurden als hervorragend beschrieben.
Owen Gleiberman von Variety erklärt in seiner Kritik, Ryan Coogler habe Black Panther: Wakanda Forever weniger als einen klassischen Marvel-Film, sondern vielmehr als einen geopolitischen Thriller inszeniert. Recht kühn habe der Filmemacher den Tod seines Hauptdarstellers aus dem Vorgängerfilm in seine Geschichte eingewebt und den Film um die Lücke herum aufgebaut, die T’Challa in Wakanda hinterlassen hat.
David Rooney bemerkt in seiner Kritik in The Hollywood Reporter, mehr als jeder andere Film im MCU sei bereits Black Panther implizit politisch gewesen, mit der unabhängigen afrikanischen Nation Wakanda, die sich der Kontrolle der Kolonisatoren widersetzte, und sei damit eine mutige, einfallsreiche Antwort auf Generationen von Traumata in der realen Welt gewesen. Das alles hätten Coogler und sein Mitdrehbuchautor Joe Robert Cole in Black Panther: Wakanda Forever noch einmal verstärkt, wenn sie mit dem indigenen Volk der Talocanil eine weitere uralte Zivilisation vorstellen, die sich erfolgreich gegen Versklavung und Völkermord zur Wehr setzen konnte.

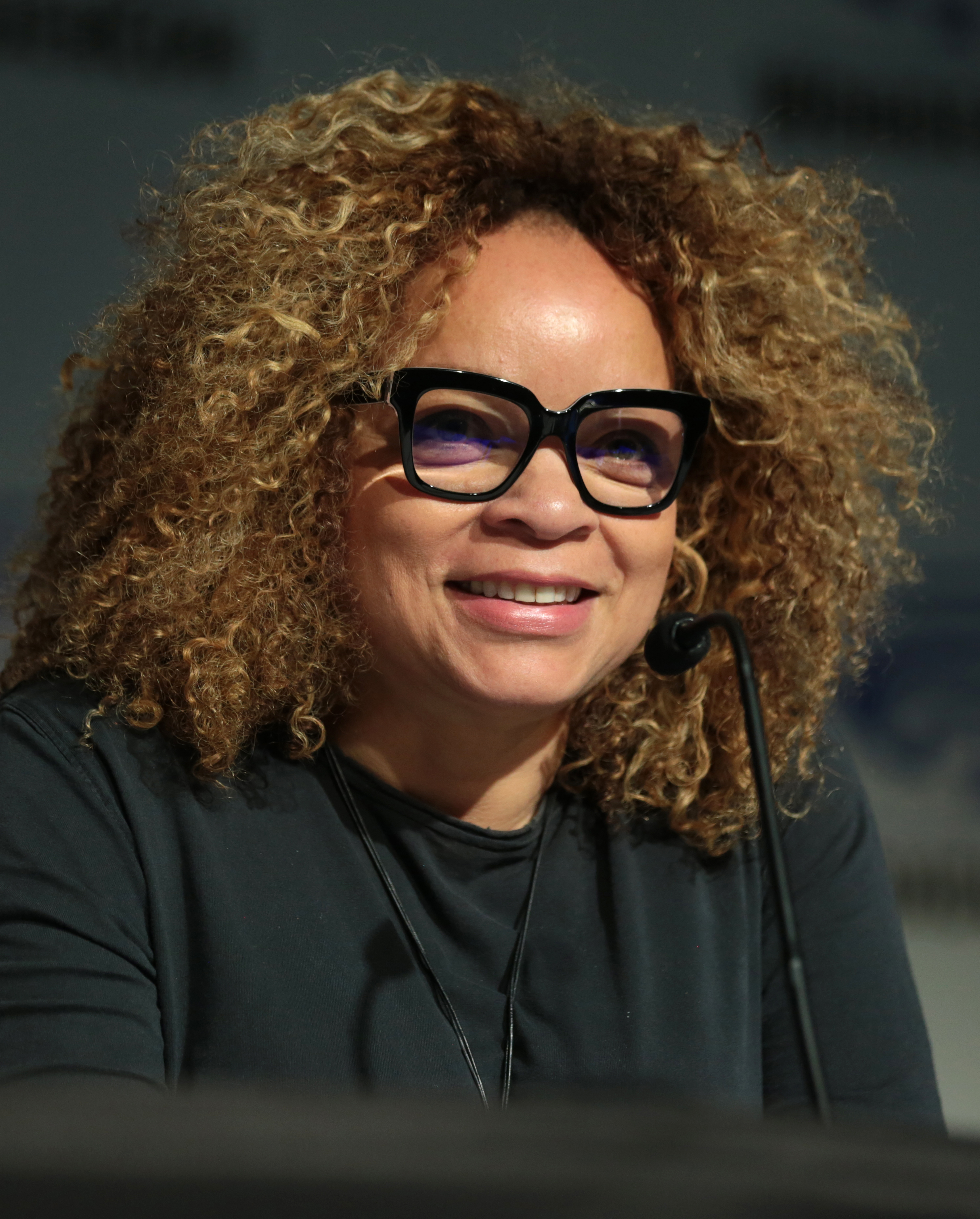
Die Kostüme wurden, wie bereits bei Black Panther, von Ruth E. Carter entworfen

David Ehrlich von IndieWire schreibt, auch wenn es Namor am persönlichen Animus fehle, der Erik Killmonger zu einem so ungewöhnlich überzeugenden Marvel-Bösewicht gemacht habe, stelle er mit seiner postkolonialen Wut und seiner verzerrten Rechtschaffenheit wie sein Vorgänger eine starke Bedrohung für Wakanda dar, die aber nicht gänzlich unlogisch agiere. Über die Arbeit von Ruth E. Carter schreibt Ehrlich, die Oscar-prämierte Kostümbildnerin hätte mit ihren Entwürfen für Wakanda Forever die beste Leistung ihrer Karriere abgeliefert: „Die strahlend weißen Umhänge, in die sich die Menschen für T’Challas Beerdigung hüllen, sind nur die Spitze der Spitze eines Eisbergs, der sich von der Oberfläche bis zum Meeresboden erstreckt, da praktisch jede Szene in diesem Film eine atemberaubende sichtbare Erinnerung daran ist, dass Wakanda Forever über ein Selbstbewusstsein verfügt, das weit über die Markenidentität von Marvel hinausgeht.“ Leah Greenblatt von Entertainment Weekly schreibt, die von Carter und der Szenenbildnerin Hannah Beachler gemeinsam entworfene Vision des Afro-Futurismus fühle sich gegenüber dem üblichen weißen Rauschen in den Marvel-Filmen wunderschön spezifisch und fröhlich an, selbst in düstereren Momenten des Films, wie während einer Beerdigung. Auch Ann Hornaday bemerkt in der Washington Post zu den visuellen Elementen, diese fühlten sich gleichzeitig uralt und visionär an. Lediglich die albernen, Tinkerbell-ähnlichen Flügel von Namor auf Knöchelhöhe beschreibt sie als Fehltritt.
Thomas Schultze von Blickpunkt:Film meint, wenn die Handlung erst einmal etabliert sei und man mit dem umfangreichen Personal vertraut gemacht wurde, nehme auch der Film an Fahrt auf. Seine beiden großen Schlachten, eine auf dem Boden von Wakanda, eine weitere mitten auf dem offenen Meer, füllten Regisseur Ryan Coogler und seine Kamerafrau Autumn Durald Arkapaw mit kinetischen Bilderfolgen, wie man sie in dieser Form wohl noch nicht gesehen habe.
Einen ideologiekritischen Blick wirft der Filmkritiker Wolfgang M. Schmitt in seiner Filmanalyse auf den Film, in der er Wakanda Forever in einen identitätspolitischen Diskurs einordnet und zu einem rundheraus negativen Urteil kommt: „Es ist dieser Essenzialismus der Differenz, des identitären Denkens, der den Film schlecht und den Diskurs so dumm macht. […] Alles Störende […] muss sich hier Wakanda unterwerfen.“ Die universalistische Idee der Menschenrechte werde im Film auf Kosten eines Freund-Feind-Denkens abgewickelt, Identität werde nicht als Prozess dargestellt, sondern als etwas Gegebenes, wodurch er einen antiemanzipatorischen Einschlag bekomme. Insgesamt, so Schmitt, sei Wakanda Forever ein „muffiger Film für einen muffigen Zeitgeist“.
In den USA vergaben die Zuschauer für den Film nach seinem Start den CinemaScore „A“, was einer „1“ entspricht.
In der taz zeigte sich Barbara Schweizerhof herb enttäuscht von dem Film: Die Idee, Frauen, Kolonialisierten und bislang Übersehenen mehr Macht zu geben, habe sich unter den Bedingungen einer Hollywoodproduktion als schwerer umsetzbar erwiesen als gedacht. Zu viele disparate Ideen würden angedeutet, doch statt auserzählt zu werden, würden diese Fäden „immer nur zu den nächsten Events im Franchise“ führen.

### Einspielergebnis
Nach seinem Start in den Kinos erreichte der Film Platz 1 in Nordamerika und in Großbritannien und ebenso in Deutschland mit 510.990 Besuchern. Insgesamt verzeichnet der Film in Deutschland, nachdem er mehrere Wochen Platz 1 belegte, 1.496.801 Besucher und ein Einspielergebnis von 16,6 Millionen Euro. In Österreich, wo er bereits am Tag zuvor startete, verzeichnete Wakanda Forever in den ersten Tagen ein Einspielergebnis von 664.000 Euro und konnte sich auch in den folgenden Wochen auf Platz 1 halten. Insgesamt beläuft sich das Einspielergebnis dort auf 2,38 Millionen Euro. Die weltweiten Einnahmen des Films aus Kinovorführungen beliefen sich bis zum 16. März 2023 auf 858,8 Millionen US-Dollar, wovon alleine 453,8 Millionen US-Dollar in Nordamerika erzielt wurden. Damit befindet sich Wakanda Forever auf Platz 6 der weltweit erfolgreichsten Filme des Jahres 2022 und auf Platz 90 (Stand: 19. April 2025) der erfolgreichsten Filme aller Zeiten. Gemeinsam mit dem Vorgänger liegt das Einspielergebnis bei etwa 2,2 Milliarden US-Dollar.

### Auszeichnungen
Im Rahmen der Oscarverleihung 2023 befindet sich Ludwig Göranssons Arbeit in einer Shortlist für die Kategorie Beste Filmmusik und Lift Me Up in einer Shortlist für die Kategorie Bester Song. Ebenfalls fand der Film in den Shortlists der Kategorien Bester Ton, Beste visuelle Effekte und Bestes Make-up und beste Frisuren Berücksichtigung. Bei der Verleihung der British Academy Film Awards 2023 befand sich der Film unter anderem in der Longlist in den Kategorien Beste visuelle Effekte, zudem wurde Angela Bassett als Beste Nebendarstellerin nominiert. Im Folgenden eine Auswahl von Nominierungen und Auszeichnungen.

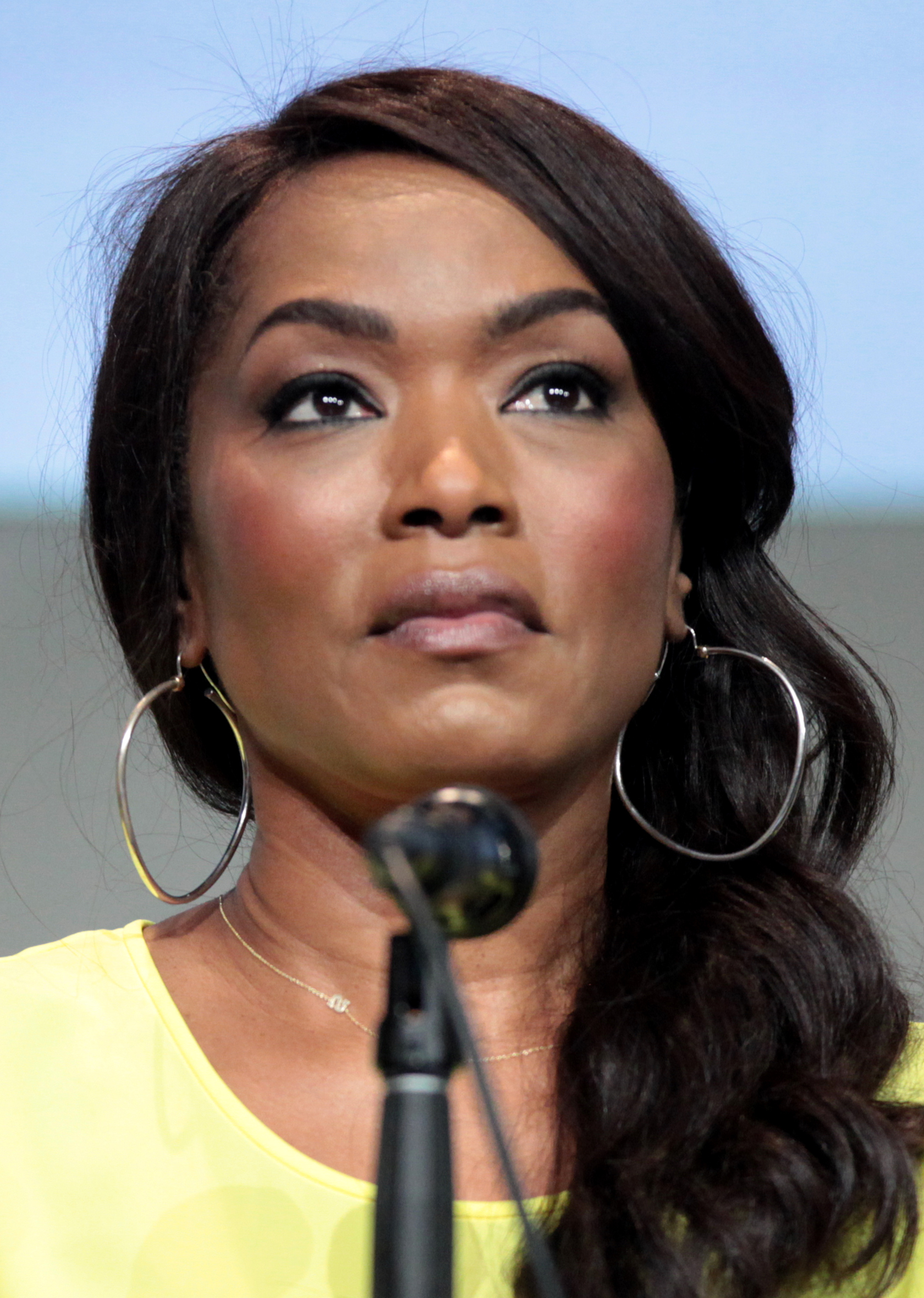
Mehrere Nominierungen und Ehrungen gingen an Angela Bassett

African-American Film Critics Association Awards 2022
- Zweitplatzierter in der Top 10 Films of 2022
- Auszeichnung als Beste Nebendarstellerin (Angela Bassett)
- Auszeichnung als Bester Song (Lift Me Up)
- Auszeichnung mit dem Building Change Award (Hannah Beachler)
- Auszeichnung mit Ashley Boone Award (Nate Moore)[83][84]

Art Directors Guild Awards 2023
- Nominierung für das Beste Szenenbild eines Fantasyfilms (Hannah Beachler)[85]

Artios Awards 2023
- Nominierung für das Beste Casting in einem Big-Budget-Filmdrama (Molly Doyle)[86]

BET Awards 2023
- Auszeichnung als Bester Film

Black Reel Awards 2023
- Auszeichnung als Beste Nebendarstellerin (Angela Bassett)
- Auszeichnung für den Besten Soundtrack
- Auszeichnung als Bester Song (Lift Me Up)
- Auszeichnung für die Besten Kostüme (Ruth E. Carter)
- Auszeichnung für das Beste Szenenbild (Hannah Beachler)
- Nominierung als Bester Film
- Nominierung für die Beste Regie (Ryan Coogler)
- Nominierung für das Beste Drehbuch (Ryan Coogler und Joe Robert Cole)
- Nominierung als Beste Hauptdarstellerin (Letitia Wright)
- Nominierung als Beste Nachwuchsdarstellerin (Dominique Thorne)
- Nominierung als Bestes Ensemble
- Nominierung als Bester Song (Born Again)
- Nominierung für die Beste Kamera (Autumn Durald Arkapaw)
- Nominierung für den Besten Filmschnitt (Michael P. Shawver, Kelley Dixon und Jennifer Lame)[87]

British Academy Film Awards 2023
- Nominierung als Beste Nebendarstellerin (Angela Bassett)

Chicago Film Critics Association Awards 2022
- Nominierung für die Besten Kostüme[88]

Critics’ Choice Movie Awards 2023
- Auszeichnung als Beste Nebendarstellerin (Angela Bassett)[89]
- Auszeichnung für die Besten Kostüme (Ruth E. Carter)
- Nominierung für das Beste Szenenbild (Hannah Beachler & Lisa K. Sessions)
- Nominierung als Bestes Lied (Lift Me Up – Tems, Rihanna, Ludwig Göransson & Ryan Coogler)
- Nominierung für die Besten Frisuren und das beste Make-up
- Nominierung für die Besten visuellen Effekte

Critics’ Choice Super Awards 2023
- Auszeichnung als Beste Schauspielerin in einem Superheldenfilm (Angela Bassett)
- Nominierung als Bester Superheldenfilm
- Nominierung als Bester Schauspieler in einem Superheldenfilm (Tenoch Huerta)
- Nominierung als Beste Schauspielerin in einem Superheldenfilm (Letitia Wright)
- Nominierung als Bester Filmbösewicht (Tenoch Huerta)[90]

Golden Globe Awards 2023
- Auszeichnung als Beste Nebendarstellerin (Angela Bassett)
- Nominierung als Bester Filmsong (Lift Me Up, Tems, Ludwig Göransson, Rihanna und Ryan Coogler)[91]

Grammy Awards 2024
- Nominierung als Bester zusammengestellter Soundtrack für visuelle Medien
- Nominierung als Bester komponierter Soundtrack für visuelle Medien (Ludwig Göransson)
- Nominierung als Best Song Written For Visual Media (Lift Me Up, Ryan Coogler, Ludwig Göransson, Robyn Fenty, Temilade Openiyi und Rihanna)

Hollywood Music In Media Awards 2022
- Nominierung in der Kategorie Original Song – Feature Film (Lift Me Up, Tems, Rihanna, Ludwig Göransson und Ryan Coogler)
- Nominierung in der Kategorie Original Score – Sci-Fi Film (Ludwig Göransson)
- Nominierung als Bester Trailer-Song (No Woman No Cry, Tems und Kendrick Lamar)[92]

London Critics’ Circle Film Awards 2023
- Nominierung als Beste britische Darstellerin (Letitia Wright, auch für Aisha & The Silent Twins)[93]

Make-Up Artists and Hair Stylists Guild Awards 2023
- Auszeichnung für die Besten zeitgenössischen Frisuren (Camille Friend, Evelyn Feliciano, Marva Stokes & Victor Paz)
- Nominierung für die Besten Make-up-Spezialeffekte (Joel Harlow & Kim Felix)[94]

MTV Movie & TV Awards 2023
- Nominierung als Bester Film
- Nominierung als Bester Kick-Ass-Cast
- Nominierung für den Besten Song (Lift Me Up – Rihanna)[95]

NAACP Image Awards 2023
- Auszeichnung als Bester Film
- Auszeichnung für das Beste Drehbuch (Ryan Coogler)
- Auszeichnung als Bester Nebendarsteller (Tenoch Huerta)
- Auszeichnung als Beste Nebendarstellerin (Angela Bassett)
- Auszeichnung als Bestes Schauspielensemble
- Auszeichnung für das Beste Soundtrack-Album (Ryan Coogler, Ludwig Göransson, Archie Davis & Dave Jordan)
- Auszeichnung für das Beste Kostümdesign (Ruth E. Carter)
- Auszeichnung für die Besten Frisuren (Camille Friend)
- Nominierung für die Beste Regie (Ryan Coogler)
- Nominierung als Beste Hauptdarstellerin (Letitia Wright)
- Nominierung als Beste Nebendarstellerin (Danai Gurira)
- Nominierung als Beste Nebendarstellerin (Lupita Nyong’o)[96]

Nickelodeon Kids’ Choice Awards 2023
- Nominierung als Bester Film
- Nominierung als Beste Schauspielerin (Letitia Wright)
- Nominierung als Beste Schauspielerin (Lupita Nyong’o)[97]

Online Film Critics Society Awards 2023
- Nominierung als Beste Nebendarstellerin (Angela Bassett)
- Nominierung für das Beste Kostümdesign (Ruth E. Carter)[98]

Oscarverleihung 2023
- Nominierung als Beste Nebendarstellerin (Angela Bassett)
- Auszeichnung für das Beste Kostümdesign (Ruth E. Carter)
- Nominierung für das Beste Make-up und die besten Frisuren (Camille Friend und Joel Harlow)
- Nominierung für die Besten visuellen Effekte (Geoffrey Baumann, Craig Hammack, Dan Sudick und R. Christopher White)
- Nominierung als Bester Song (Lift Me Up)

Producers Guild of America Awards 2023
- Nominierung für den Darryl F. Zanuck Award[99]

Santa Barbara International Film Festival 2023
- Auszeichnung mit dem Montecito Award (Angela Bassett)[100]

Satellite Awards 2022
- Nominierung als Bester Spielfilm – Drama
- Nominierung als Beste Nebendarstellerin (Angela Bassett)
- Nominierung für die Besten Kostüme (Ruth E. Carter)
- Nominierung als Bester Filmsong (Lift Me Up)[101]

Saturn-Award-Verleihung 2024
- Nominierung als Bester Superheldenfilm
- Nominierung als Beste Nebendarstellerin (Angela Bassett)
- Nominierung für die Besten Kostüme (Ruth E. Carter)

Screen Actors Guild Awards 2023
- Nominierung als Beste Nebendarstellerin (Angela Bassett)
- Nominierung als Bestes Stuntensemble[102]

VES Awards 2023
- Nominierung für die Beste Simulation von Effekten in einem fotorealistischen Spielfilm[103]

World Soundtrack Awards 2023
- Nominierung als Bester Filmsong (Tems, Ludwig Göranssons, Ryan Coogler & Rihanna)[104]

Writers Guild of America Awards 2023
- Nominierung für das Beste adaptierte Drehbuch (Ryan Coogler & Joe Robert Cole)[105]